# The Amateur Gentleman (film fra 1920)
The Amateur Gentleman er en britisk stumfilm fra 1920 af Maurice Elvey.

## Medvirkende
- Langhorn Burton som Barnabas Barty
- Madge Stuart som Cleone Meredith
- Cecil Humphreys som Wilfred Chichester
- Herbert Synott som John Barty
- Pardoe Woodman som Ronald Barrymaine